# Élections législatives cambodgiennes de 1998
Les élections législatives cambodgiennes de 1998 ont permis le renouvellement des 122 membres de l'Assemblée nationale élue en 1993. Ce sont les premières élections législatives à se tenir dans ce pays depuis l'instauration de la monarchie constitutionnelle.
Les élections suivantes ont eu lieu en 2003.

## Contexte
La précampagne est marquée par une crise, à la mi 1997, entre le Parti du peuple cambodgien et le FUNCINPEC, les deux partis au pouvoir, qui se solde par l’exil forcé de Norodom Ranariddh, dirigeant de la formation royaliste et chef du gouvernement. Finalement, sous la pression de la communauté internationale, le prince pourra revenir et prendre part à la campagne.
Peu après, trois lois sont votées pour préparer ces élections qui doivent démontrer aux pays donateurs que les institutions qu’ils ont contribué à mettre en place fonctionnent. Il s’agit de la loi du 18 novembre 1997 sur les partis politiques, la loi électorale du 26 décembre 1997 et celle du 8 avril 1998 sur l’organisation et le fonctionnement du Conseil constitutionnel.

## Résultats
Lors des élections législatives du 26 juillet 1998, le PPC ou Pracheachon (Parti du peuple cambodgien) a remporté 39,29 % des voix, et obtenu 64 sièges sur les 122 qui composent l'Assemblée nationale. Le FUNCINPEC (Front uni national pour un Cambodge indépendant, neutre, pacifique et coopératif, conduit par le prince Norodom Ranariddh, Premier ministre sortant) a recueilli 30,07 % des voix, et obtient 43 sièges. Le PSR (Parti Sam Rainsy) (Sam Rainsy), obtient 13,54 % des voix et 15 sièges.
|                          |                                                                |           |       |        |     |
| Parti                    | Parti                                                          | Voix      | %     | Sièges | +/- |
|                          | Parti du peuple cambodgien (PPC)                               | 2 030 802 | 39,29 | 64     | 13  |
|                          | FUNCINPEC                                                      | 1 554 374 | 30,07 | 43     | 15  |
|                          | Parti Sam Rainsy (PSR)                                         | 699 653   | 13,54 | 15     | Nv  |
|                          | Parti démocrate cambodgien                                     | 89 999    | 1,74  | 0      |     |
|                          | Parti du soutien à la nation cambodgienne                      | 71 105    | 1,36  | 0      |     |
|                          | Parti libéral démocrate pour le salut national                 | 46 420    | 0,90  | 0      |     |
|                          | Parti Son Sann                                                 | 45 844    | 0,89  | 0      |     |
|                          | Parti Reastr Niyum                                             | 37 309    | 0,72  | 0      |     |
|                          | Parti libéral bouddhique                                       | 32 957    | 0,64  | 0      |     |
|                          | Parti Khmer Angkor                                             | 26 482    | 0,51  | 0      |     |
|                          | Parti des citoyens khmers                                      | 23 707    | 0,46  | 0      |     |
|                          | Parti de l'unité cambodgienne                                  | 19 234    | 0,37  | 0      |     |
|                          | Parti pour sauver les droits des femmes cambodgiennes          | 18 885    | 0,36  | 0      |     |
|                          | Parti des agriculteurs                                         | 15 596    | 0,30  | 0      |     |
|                          | Parti de la nouvelle société                                   | 15 065    | 0,29  | 0      |     |
|                          | Parti de la coalition républicaine                             | 14 915    | 0,29  | 0      |     |
|                          | Parti démocrate libéral                                        | 14 086    | 0,28  | 0      |     |
|                          | Parti démocrate de la ruche sociale                            | 13 951    | 0,27  | 0      |     |
|                          | Parti républicain du développement libre                       | 13 781    | 0,27  | 0      |     |
|                          | Parti de la solidarité nationale                               | 13 043    | 0,25  | 0      |     |
|                          | Parti de l'unification nationale                               | 11 888    | 0,23  | 0      |     |
|                          | Parti du développement national                                | 10 450    | 0,20  | 0      |     |
|                          | Parti lumière de la liberté                                    | 10 026    | 0,19  | 0      |     |
|                          | Parti neutre cambodgien                                        | 8 461     | 0,16  | 0      |     |
|                          | Mouvement pour la libération nationale du Kampuchéa (MOLINAKA) | 8 396     | 0,16  | 0      |     |
|                          | Parti nationaliste cambodgien                                  | 7 522     | 0,15  | 0      |     |
|                          | Parti de l'État de droit, de la nation et des femmes           | 6 216     | 0,12  | 0      |     |
|                          | Parti de la construction nationale                             | 5 830     | 0,11  | 0      |     |
|                          | Parti Nokor Chum                                               | 5 318     | 0,10  | 0      |     |
|                          | Parti de la femme cambodgienne Neang Neak                      | 5 076     | 0,09  | 0      |     |
|                          | Parti du Cambodge libre indépendant et démocratique            | 3 938     | 0,08  | 0      |     |
|                          | Parti d'un Cambodge neutre et démocratique                     | 3 870     | 0,07  | 0      |     |
|                          | Parti de la nouvelle vie cambodgienne                          | 3 830     | 0,07  | 0      |     |
|                          | Parti des femmes cambodgiennes                                 | 3 300     | 0,06  | 0      |     |
|                          | Parti du développement agricole cambodgien                     | 3 192     | 0,06  | 0      |     |
|                          | Parti d'un Cambodge nouveau                                    | 3 156     | 0,06  | 0      |     |
|                          | Parti républicain libre                                        | 1 654     | 0,03  | 0      |     |
|                          | Parti des enfants cambodgiens                                  | 1 603     | 0,03  | 0      |     |
|                          | Parti khmer du progrès                                         | 1 554     | 0,03  | 0      |     |
|                          |                                                                |           |       |        |     |
| Votes valides            | Votes valides                                                  | 4 902 488 | 96,63 |        |     |
| Votes blancs et nuls     | Votes blancs et nuls                                           | 155 189   | 3,07  |        |     |
| Total                    | Total                                                          | 5 057 677 | 100   | 122    | 2   |
| Abstentions              | Abstentions                                                    | 337 918   | 6,26  |        |     |
| Inscrits / participation | Inscrits / participation                                       | 5 395 595 | 93,74 |        |     |

## Conséquences
Le FUNCINPEC perd sa position de parti majoritaire au profit du PPC, mais ce dernier ne dispose pas pour autant de la majorité des deux tiers nécessaires pour introniser seul le nouveau gouvernement et choisir le président de l’Assemblée nationale qui occupe la position de chef de l’État par intérim quand le roi ne peut remplir ses fonctions. Des tractations sont entreprises avec la formation royaliste, seule à même de pouvoir contribuer à assurer le quorum. Un sénat est créé dont la présidence revient à Chea Sim, membre du PPC et précédent président de l’Assemblée nationale, qui cède cette charge au prince Norodom Ranariddh mais conserve celle de chef de l’État par intérim. La création de nouveaux postes à responsabilité que permet cette nouvelle institution et que se partagent les dignitaires des deux partis de la coalition gouvernementale a contribué à finaliser cet accord.